# Claudio Borghi
Claudio Borghi, född 28 september, 1964 i Castelar i Buenos Aires, är en chilensk-argentinsk före detta fotbollsspelare.

## Spelarkarriär
Borghi började sin aktiva fotbollskarriär som offensiv mittfältare för Argentinos Juniores i början av 1980-talet. Han ansågs av många vara Argentinas nästa lysande stjärna och detta påstående stärktes ytterligare då han namngavs som en av spelarna till VM i Mexiko 1986. Dock gjorde Borghi inget väsen av sig i turneringen (som vanns av Argentina) och han blev aldrig mer uttagen i landslaget.
Borghi tillbringade sedan ett antal år i Europa (utan att heller där göra något större väsen av sig). Han återvände till Argentina år 1988 och spelade sedan för en rad sydamerikanska lag. Dock var det bara i Chile som Borghi återigen visade sina kvaliteter som fotbollsspelare då han vann Recopa och Supercopa med Colo-Colo.
1999 drog sig Borghi tillbaka från sin aktiva karriär och bara några år senare började han jobba som coach. 2002 kom han till Audax Italiano, men det var i Colo-Colo som han nådde de riktigt stora framgångarna. (Säsongen 2006 vann laget både Clausura och Apertura). Samma år blev han utsedd till årets sydamerikanska tränare då han också lyckades få fart på Colo-Colo i Copa Sudamericana.